# 1984 (広告)
1984は、1984年1月22日の第18回スーパーボウルのテレビコマーシャルとして放映された、リドリー・スコット監督のAppleのMacintosh用テレビCMである。ジョージ・オーウェルのSF小説『1984』を元にしている。
最初にテレビで放送されたのは、1983年12月31日に、アイダホ州のテレビ局KMVT-TVだった。

## 概要

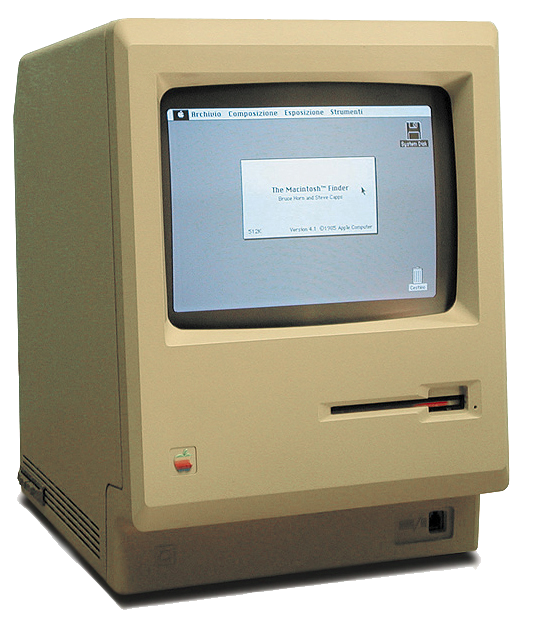
広告の対象となったMacintosh 128K

1984は、Appleから発売された初のMacintoshコンピュータの128Kの発売を記念して、リドリー・スコットが監督したテレビCMであり、広告の傑作とされている。業界紙でさえも、今までで最高の広告であるとも考えられている。60秒のCMであり、未知のヒロインを演じるアンヤ・メジャーとビッグ・ブラザーのデヴィッド・グラハムが出演している。ジョージ・オーウェルの小説『1984』の世界観を基にされており、発売商品を見せず、具体的に説明しないことで、広告史に名を残している。1984年1月22日の第18回スーパーボウルの際に、9000万人の視聴者の前で、全米で一度だけテレビCMとして放送された。

## 内容
ブルーとグレーを基調としたディストピア的な産業環境から始まる。灰色の服を着た人々が行進しながら、テレスクリーンへと向かい、背景で全体主義的な社会の達成を称賛するビッグ・ブラザーの演説を聴いている。
そこへ、スポーティな女性（演：アンヤ・メジャー）が走って現れる。アスレチックな外見で、広頭の大型ハンマーを両手で持っている。服装はオレンジ色のショーツに、リンゴ、Macintoshと芸術的なキュビスムデザインが描かれた白いタンクトップを着ている。周りのほぼモノクロームな風景とは一線を画した色合いとなっている。

女性は太陽のヘルメットで顔を隠した黒い暴動服を着ている棍棒で武装した4人組に追われ、講演会場に突っ込んだ。冒頭で見た灰色の人々たちは観客として講演会場にも座っており、行進してきた人々もあわせて巨大なテレスクリーンに目を釘付けにして講演を聴いている。大映しにされたテレスクリーンにはメガネを二重にかけている男性が（演：デヴィッド・グラハム）、「相反する思考」を終わらせるきっかけとなった「情報浄化令」の一周年記念講演を行っている。その男性は、この思想の統一こそがそこにある最も強力な武器であると述べている。1948年に書かれたジョージ・オーウェルの小説『1984』に登場するビッグ・ブラザーである。その後、灰色の服を着た人々が講演に聞き入るさまと巨大テレスクリーンの演説画面、そして大型ハンマーを持ったスポーティーな女性とが交互に映し出すショットが続く。その間も以下の演説が続く。
武装した4人組に追われる中、講演会場の真ん中に到着した女性は、ハンマー投よろしく大型ハンマーの柄の端を両手で持って大きく振り回し、テレスクーンに向かって叫びながらハンマーを投げつける。投げつけられたハンマーが、ビッグ・ブラザーが講演の最後のフレーズ、「我々が勝利する！」 (We shall prevail!) で締めくくろうとするとすると同時にハンマーはテレスクリーンに当たり、テレスクリーンが砕け散る。同時に白い光と煙の突風を発生させ、講演会場の観客に驚きの声が広がる。

白い光で照らされた観客の姿をバックに以下のテロップとナレーションとがかぶさる。
そして最後に黒色のバックにAppleのロゴである多色のリンゴがテレビCMを締めくくる。

## 歴史

### 広告設計
当時のAppleの広告代理店であるCHIAT\DAYは、1982年に「1984年が小説『1984』に描かれているような年にならない」というスローガンで、すでにApple IIの広告をデザインしていた。しかし、この広告はウォール・ストリート・ジャーナルに向けたもので、一度も放映されることはなかった。1983年、スティーブ・ヘイデンとブレント・トーマスがMacintoshの広告のためにこのスローガンを復活させ、CHIAT\DAYが絵コンテを作成した。後者がAppleに提示されると、当時の最高経営責任者のジョン・スカリーは消極的だったが、スティーブ・ジョブズはMacintoshは急進的で革新的なテレビCMに値すると考えていた。ジョブズに説得されたスカリーは、2人ともCM撮影の許可を出す。その後、スーパーボウルの60秒と30秒の2つの広告枠を購入した。
『エイリアン』と『ブレードランナー』を監督したリドリー・スコットが『1984』と『アローン・アゲイン』と呼ばれるLisaの広告の監督に起用され、CHIAT\DAYは90万米ドルの予算を割り当てている。『1984』では、スコットは前作と同様にフリッツ・ラングの映画『メトロポリス』から一部発想している。

### 撮影
1983年9月、スコットはシェパートン・スタジオで1週間の撮影のために200人以上のキャストを集めた。テレビCMで疎外された男らを演じているエキストラは、スキンヘッドのイギリス人と頭を剃るために1日125ドル支払われている素人だった。選手役は、その場で回転してから3kg近いハンマーを正確に投げるため、多少の苦労をしていた。そこでハンマーを使いこなすことができる経験豊富な円盤投げの選手、アンヤ・メジャーが選ばれた。
当初、絵コンテにはビッグ・ブラザーのナレーションは入っていなかった。しかし、リドリー・スコットはデヴィッド・グラハムにナレーションを言わせたいと考えており、最初は消極的だったデザイナー編集者のスティーブ・ヘイデンは、スコットが自分でセリフを書くと述べた後、この要求に屈した。
最初の編集を経て、李克労とスティーブ・ヘイデンはジョブズとスカリーに紹介し、好印象を与えた。1983年10月23日、ホノルル市民会館で開催された年に一度の営業会議で初めて公開された。会場に出席した750人の観客から大きな拍手が送られた。

### 放送困難
ジョブズとスカリーは、最終的な編集に自信を持っていたため、1983年12月に当時のマーケティング・ディレクターであったマイク・マレーに、マイク・マークラ（Appleの共同創業者）、ヘンリー・E・シングルトン（テレダイン創業者）、アーサー・ロック（ベンチャーキャピタリスト）、ピーター・O・クリスプ、フィリップ・S. シュレイン（メイシーズ・カリフォルニアCEO）などのAppleの取締役会にテレビCMを提示するよう依頼した。評価は予想通りではなく、誰もが高く評価しなかった。マイク・マークラは「誰か別の代理店を探してくれ」と述べ、他は「史上最悪の宣伝」と指摘した。Macintoshのマーケティングチームが役員会の意識改革のために依頼したフォーカスグループの前での放送は、コンピュータ製品の広告としては過去最低のスコアを記録した。当初の案では、『1984』を60秒枠で放送し、その後、30秒枠で短縮したバージョンで放送する予定だったが、取締役会は放送しないことと、2つの第18回スーパーボウルの枠を再販売することを要求した。スカリーはジェイ・キアットにその要求を伝えたが、指示に逆らってメディアディレクターに30秒枠だけを売るよう依頼した。再販時間が短いにもかかわらずすぐに買い手が見つかり、Appleが80万ドルで購入した60秒枠は残された。
商業的に失敗した場合に問われる責任から自分を守るために、スカリーはウィリアム・V・キャンプベル（マーケティング担当副社長）とE・フロイド・クヴァム（マーケティング・営業担当副社長）にテレビCMを放映するための決定を委任した。念のため、IBM PCと比較しながら『1984』よりもMacintoshを前面に押し出した『Manual』というテレビCMもあった。このCMでは、それぞれの取扱説明書の大きさからもわかるように、分厚く、重厚であるIBM PCと比べMacintoshはシンプルであることを説明していた。
『1984』を放送に向けて受け入れようとするスティーブ・ジョブズは、普段はこの件に関してあまり関与しないスティーブ・ウォズニアックに助けを求めた。UマチックでCMを流し、ウォズニアックは最高のテレビCMだと述べた。ジョブズは、ウォズニアックに取締役会が放映に反対したことを伝えた。スティーブ・ウォズニアックが報じたスティーブ・ジョブズによると、放映反対の理由はスーパーボウルの広告枠の高額な費用のためだった。ウォズニアックにとって、『1984』のようなSF作品は放送すべきだと考えており、それぞれがスーパーボウルで放送するために必要な80万ドルの半分を支払うことをジョブズに提案していた。しかし、ウォズニアックは当時の自分が甘かったことは認めており、取締役会が『1984』の公開に反対していた本当の理由は、取締役会がIBMに立ち向かう自信がなかったからだと気づいていなかった。
結局、キャンベルとクヴァムは、1500万ドルの予算をかけ、Macintoshの100日間の大々的なプロモーションキャンペーンにこの『1984』を含めて放送することにした。

## 放送および評価
第18回スーパーボウルは1984年1月22日、タンパのタンパ・スタジアムでワシントン・レッドスキンズがロサンゼルス・レイダースと対戦した。『1984』は、CBSのハーフタイム後の最初のコマーシャルブレークであるサードクォータータイムの初めに放送されている。この時の視聴者は9,000万人以上と推定されている。
放送直後は、言及されたものの具体的に紹介していない「Macintosh」とは何なのか、Apple、CHIAT\DAY、CBSへの電話が殺到した。当時のABC、CBS、NBCの3つの主要テレビネットワークが『1984』について言及し、夕方のニュースで繰り返すほどの注目を集めた。CHIAT\DAYの見積もりによると、これにより500万ドルの広告を生み出した。ACNielsenによると、『1984』はアメリカの世帯の45%以上、男性の50%と女性の36%が視聴した。
俗説とは裏腹に『1984』は複数回放送された。CHIAT\DAYは、1983年12月15日午前1時、アイダホ州ツインフォールズの地方テレビ局KMVT（チャンネル11）で、放送終了直前の午前1時に10ドルを支払ってCMを放映した。1983年の間に一度は放送され、その年の最優秀広告を表彰する様々な大会に出場できるようにすることが狙いだった。また、1984年1月17日から数週間にわたり、広告代理店のスクリーンビジョンによって短縮バージョン（30秒）がアメリカの多くの劇場で放送された。1月24日のMacintosh発売から1週間後、何が起こるかわからないまま、Macintoshの幹部が月例の取締役会に招かれた。部屋に入ると、役員からスタンディングオベーションを受け、『1984』の放映反対に関する間違いを認め、Macintoshの発売成功を祝福した。

## 文脈分析

### 新しい消費財としての「パソコン」
1980年代には、最初のいわゆるパーソナルコンピュータが登場し、コンピュータの民主化が始まった。しかし、1981年に発売されたIBM PCと1983年に発売されたApple Lisaには大きな欠点があり、前者は25,000米ドル、後者は10,000ドルと比較的高額であったため、ほとんどの用途がビジネスに限られていた。この問題に対するIBMの対応は1983年のIBM PCjrの登場であり、Apple Computer側は1984年のMacintoshの登場だった。
当時、アメリカ人がコンピュータやサイエンス・フィクションといえば、スタンリー・キューブリック監督の映画『2001年宇宙の旅』に登場する人工知能を搭載した強力なHAL 9000のイメージを思い浮かべる人が多かった。そのため、コンピュータは比較的悪いイメージに悩まされ、企業は単純で無害なものに見せなければならなかった。このため、IBMは最初のPCを宣伝するために人気のある人物を選ぶという逆の方向に進んだ。チャーリー・チャップリンでIBM PCとその後継機のキャンペーンで大成功を収めた。

### Appleのマーケティング立場
『1984』で、Appleは消費者の不安を掴み、情報化時代の複雑さを善と悪の闘いとして提示している。Appleは、コンピュータ市場のマニ教な見方を消費者に伝えたいと考えていた。一方では、IBMビッグブルーに象徴されるように、悪い技術、中央集権的で権威主義的で、人間を潰して支配するようなものがあり、もう一方では、AppleのMacintoshによって具現化された、独立性と自由に基づいたコンピューティングの別の概念がある。
また、広告ではビッグ・ブラザーのような非常識な人は男性ばかりだが、アスリートは女性となっており、広告もジェンダー間の強い対立に頼っている。これにより、視聴者はマックユーザーを抑圧されている者として認識し、Macintoshを他の「男性」的なコンピュータと区別することができるようになる。史上最初のコンピュータプログラムの開発者は女性であるエイダ・ラブレスだったにもかかわらず、当時コンピュータは男性の領域であるとされたため、Macintoshは何か新しいものを表現したかったとされている。『1984』では、アスリート役に女性を起用することで、二重の役割を果たしている。ある意味では、女性は利用者として、ハンマーはMacintoshとして、ビッグ・ブラザーを破壊するための道具として見ることができる。また、別の解釈では、Macintoshのロゴが入ったタンクトップを着た選手は、Macintoshそのものを擬人化しているともされている。このようにして、Macintoshとマックユーザーの両方を女性として擬人化している。これは、Appleがコンピュータが一般人に利用されることを支持し、潜在的にパーソナルコンピュータ市場を拡大する可能性があるとも見られている。また、すべてのユーザーにとってMacintoshをより「ユーザーフレンドリー」な存在にしてくれることを期待している。そのため、従来から仕事に関連付けられていたパソコンとは対照的に、家庭用パソコンとして利用される可能性が高くなっていた。

### 回顧的戦略的批評
皮肉にも『1984』では、ビッグ・ブラザーが体現した悪が「テレビ」で放送されている。広告とマニ教的な宇宙の文脈では、テレビは悪を表し、コンピュータは善と表している。『1984』は受動的にテレビや多くのコマーシャルを見るのではなく、創造力を発揮できるように、子どもにパソコンを購入するよう暗黙のうちに促している。テレビを見るよりもパソコンを使う方がアクティブになることを前提にしている。
また、『1984』はスティーブ・ジョブズがAppleから「強制的に」撤退する前の最後の大きな戦略的過ちのひとつとして、マイクロソフトではなくIBMを警戒すべき敵と考えたことを反映している。ビル・ゲイツとポール・アレンによって設立された多国籍企業のマイクロソフトは、今日ではAppleの主要な競争相手のひとつとなっている。Appleの成功は、販売されたハードウェアではなく、主にソフトウェアとその使いやすさに起因していると、ジョン・スカリーは認めている。

## 受賞歴
『1984』は初放送以来、数々の賞を受賞している。1984年、第31回カンヌ国際広告祭、グラン・エフィ賞、CLIO賞、ベルディング賞を受賞。
また、その後においても数々の賞を受賞している。
- 1995年：『1984』はCLIOの殿堂入りを果たし、アドバタイジング・エイジ誌のアドバタイジング・オブ・ザ・デケードに選出された[12]。
- 1999年：TVガイドは『1984』を上位50位の広告で1位に投票した。
- 2003年：世界広告主連盟から過去50年間で最も優れた広告に贈られる「ジュビリー・ゴールデン・アワード」と、50周年を記念して殿堂入りを果たした3つの賞が贈られた[13]。

## 影響
『1984』は、企業の広告キャンペーンへのアプローチ方法に影響を与え、人々に商品ではなく看板を消費させ、スーパーボウルを「資本主義への真の賛歌」という一大広告イベントへと変貌させることに貢献した。1967年（第1回スーパーボウル）では、30秒の広告枠費は42,000米ドルであるのに対し、2007年では300万ドルとなった。これは、スーパーボウルが必須な期間であると広告主が示す関心を表している。また、メディアはスーパーボウルと同等に同時期に放映される広告に興味を持っている。その後も大手IT企業やインターネット関連企業も重要な広告主として参加している。
『1984』はMacintoshの販売に好影響を与え、最初の100日間で7万台が販売され、推定より40%も高くなっている。広告の効果は放送期間を超え、売上にも表れており、ヒステリシスと呼ばれる広告では比較的珍しい現象である。

## 大衆文化
AppleはMacintoshの20周年を記念して、ヒロインのベルトにiPodが見える広告の修正版を制作していた。『1984』から少し手を加えたこのバージョンは、2004年1月6日にモスコーニ・センターで開催されたMacworld - iWorldの開会基調講演の際に公開され、しばらくの間はAppleのウェブサイトで公開されていた。
Valve CorporationがMac OS Xでの「ハーフライフ2」のリリースを公表するため、『1984』を元に予告動画を制作した。
マイクロソフトとApple Computerのライバル関係を通してパーソナルコンピュータの始まりを語るテレビ映画『バトル・オブ・シリコンバレー』は、『1984』の撮影を再現するところから始まる。ノア・ワイリー演じるスティーブ・ジョブズが、J・G・ハーツラー演じるリドリー・スコット監督と会話する様子が映し出されている。
2007年4月、ParkRidge47で登録したユーザーが、2008年のアメリカ合衆国大統領民主党予備選挙でバラク・オバマを応援するために『1984』を基にした映像を動画共有サイトのYouTubeにて公開した。
また、マット・グレイニングによって制作された2つのテレビアニメシリーズでパロディ化されている。
ザ・シンプソンズの「マップル社のマイポッド」シーズン20の第7話では、警察に追われている漫画のセールスマンのジェフ・アルバートソンが、マップル社のボス「スティーブ・モブス」の演説を放送している巨大スクリーンにハンマーを投げつけ壊している。
2020年8月13日、ゲーム会社のEpic GamesはフォートナイトがAppleのアプリストア、App Storeの規約違反となっているマイクロペイメントを提供し、App Storeから削除された。その後、Epic Gamesは『1984』をパロディ化し、App Storeのマイクロペイメント独占に対抗している。Googleのアプリストア、Google Playからも同様に削除され、Epic Gamesは両社に訴訟を起こした。